# Ciro Redondo
Ciro Redondo è un comune di Cuba, situato nella provincia di Ciego de Ávila.